# Carl Thiel (Kirchenmusiker)

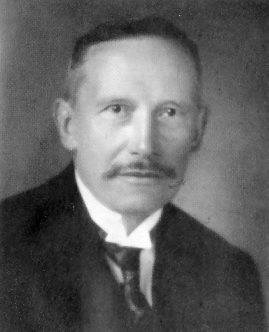
Carl Thiel (Anfang 20. Jahrhundert)

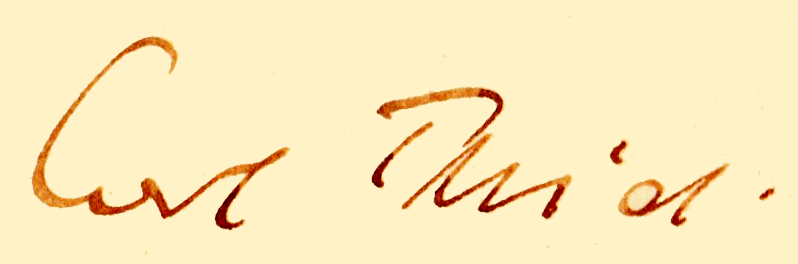

Carl Josef Thiel (* 9. Juli 1862 in Klein-Öls, Schlesien; † 23. Juli 1939 in Bad Wildungen) war ein deutscher Organist, Kirchenmusiker und Professor für Musik.

## Leben
Carl Thiel wurde als Sohn des gelernten Müllers und Getreidehändlers August Thiel und seiner zweiten Ehefrau Regina Thiel, geborene Gebel geboren. Die beiden Brüder seiner Mutter, Carl und Ignatz Gebel, waren als Hauptlehrer und Chorrektoren in Münsterberg und Parchwitz tätig. Beim Kantor Scholz der heimatlichen Gemeinde erhielt Carl Thiel erste musikalische Unterweisungen. Er wurde katholisch getauft und wuchs in Niederschlesien in einfachen Verhältnissen auf. Dennoch konnte er – ebenso wie sein fünf Jahre jüngerer Bruder Reinhold – eine Ausbildung zum Volksschullehrer absolvieren. 1876 kam er an die Präparandenschule und anschließend an das Lehrerseminar in Oppeln. Als Junglehrer unterrichtete Thiel an einer Dorfschule in Koschentin, wo er einen eigenen Flügel besaß, und wenig später in Mikultschütz. Zu jener Zeit spielte Thiel auch Bratsche. Nach viereinhalb Jahren seiner Tätigkeit als Lehrer und einem ihm gewährten Studienurlaub in Berlin, gab er den Beruf 1888 auf und widmete sich der Kirchenmusik. Er zog links in den Hof der Bülowstraße 94 in Schöneberg.

### Musikalische Ausbildung
Von 1887 bis 1892 studierte Carl Thiel bei Woldemar Bargiel am Königlichen Musik-Institut Berlin und wirkte und unterrichtete dort als Organist und Chorleiter, zunächst in der entstehenden Gemeinde Sankt Bonifatius in Kreuzberg. Von 1888 bis 1891 wurde er von Heinrich Bellermann in Musikgeschichte und Kontrapunkt unterwiesen.
1890 gründete er die Kirchliche Singschule, einen aus Mitgliedern – vorwiegend Lehrerinnen und Lehrer – aller katholischen Pfarreien Berlins bestehenden Chor. Nach dem Studium wurde er 1891 zum „etatmäßigen Hilfslehrer“ für gregorianischen Gesang am Institut ernannt. Er widmete sich unter anderem intensiv dem gregorianischen Choral, weil dieser aus seiner Sicht von allen Gattungen der Liturgie am besten gerecht wird. 1892 begann er in der Pfarrkirche Sankt Sebastian in Gesundbrunnen als Kirchenmusiker, wo er bereits einen Kirchenchor vorfand. 1898 wurde die Kirchliche Singschule in Verein für klassische Kirchenmusik umbenannt, der im Kern aus dem Sankt-Sebastian-Chor bestand. Um die Jahrhundertwende wohnte Thiel in Charlottenburg.

### Lehrtätigkeit
Nach zweijähriger Zusammenarbeit mit seinem Lehrer und dem Direktor des Königlichen Institutes für Kirchenmusik, Hermann Kretzschmar, wurde Carl Thiel 1909 zu dessen Vertreter ernannt. Kretzschmar und Thiel gründeten den Madrigalchor der Akademie und Thiel trat mehrmals als dessen Dirigent auf. Seine Tätigkeit als Kirchenmusiker in Sankt Sebastian musste er wegen der Arbeitsbelastung durch seine Lehrtätigkeit zum 30. Juni 1910 aufgeben. Er wurde zum Professor für Musik ernannt. Als Kretzschmar schwer erkrankt war (er starb im Mai 1924), wurde Thiel 1922 Direktor der inzwischen umbenannten Staatlichen Akademie für Kirchenmusik und Schulmusik.
In den 1920er Jahren galt Carl Thiel als einer der bedeutendsten Musikpädagogen des deutschen Musiklebens. Von 1925 bis zu seinem Tod 1939 war er Mitglied der Preußischen Akademie der Künste in Berlin.

### Lebensabend

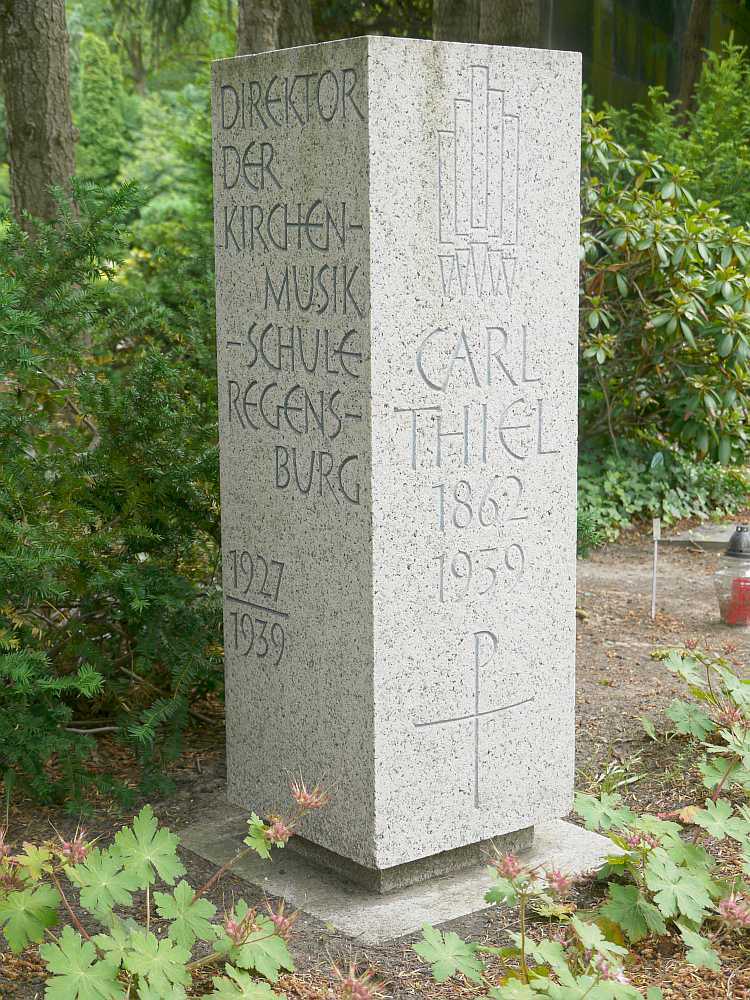
Grabstein von Carl Thiel auf dem Sankt-Matthias-Friedhof in Berlin-Tempelhof

Als nach seiner Pensionierung 1927 Hans Joachim Moser sein Nachfolger als Direktor der Staatlichen Akademie wurde, ging Carl Thiel nach Regensburg und arbeitete dort an der Kirchenmusikschule. Dort wurde er nach drei Jahren von Bischof Michael Buchberger als Nachfolger von Karl Weinmann, der bereits von Peter Griesbacher kommissarisch vertreten worden war, ebenfalls zum Direktor ernannt. Er hatte diese Position ehrenamtlich und bis zu seinem Tod im Juli 1939. Durch die Organisation einer Gedächtnisfeier für Max Reger und einer Feierstunde deutscher Kultur mit Richard Wagners Parsifal, Anton Bruckners Te Deum und Werken von Max Reger setzte er sich 1933 zusammen mit seinem Schüler Theobald Schrems nachdrücklich für neuere Musik ein.
Carl Thiel starb während eines Kuraufenthaltes in Bad Wildungen unerwartet an einem Schlaganfall. Er ist in Berlin-Tempelhof auf dem Friedhof der Sankt-Matthias-Gemeinde bestattet.

## Wirken
Als Glockensachverständiger der Regierung bewahrte er mehrere Pfarreien im Kriegsjahr 1916 wegen des schönen Glockenklangs oder wegen des Kunstwerts der Kirchenglocken vor der Konfiskation und dem Einschmelzen derselben.
Zu seinen Berliner Orgelschülern zählte unter anderem von 1919 bis 1920 Max Walter. Der Kirchenmusiker Theobald Schrems legte bei ihm von 1925 bis 1928 das staatliche Examen für Kirchen- und Schulmusik ab.
In Regensburg wurde der Lehrplan der Kirchenmusikschule unter der Leitung von Carl Thiel grundlegend umgestaltet. Er erhöhte die Studiendauer und verschärfte die Aufnahme- und Abschlussprüfungen, so dass die Kirchenmusikschule schließlich die staatliche Anerkennung bekam. Ferner vereinigte er die Regensburger Kirchenmusikschule mit dem Domchor des Regensburger Domes. In der Zeit des Nationalsozialismus übernahm Thiel ab 1933 in der Reichsmusikkammer die Leitung der Fachschaft VI (Katholische Kirchenmusik).
Thiel widmete sich zeit seines Lebens der Förderung und Pflege des Gregorianischen Chorals. Er beschränkte sich jedoch keineswegs auf die Beschäftigung mit der Kirchenmusik und war auch als Musikwissenschaftler engagiert.
Thiel komponierte und bearbeitete geistliche Vokalmusik und gab ältere A-cappella-Musik heraus. Einige seiner Werke gehören noch heute zum Repertoire vieler Kirchenchöre.

## Auszeichnungen

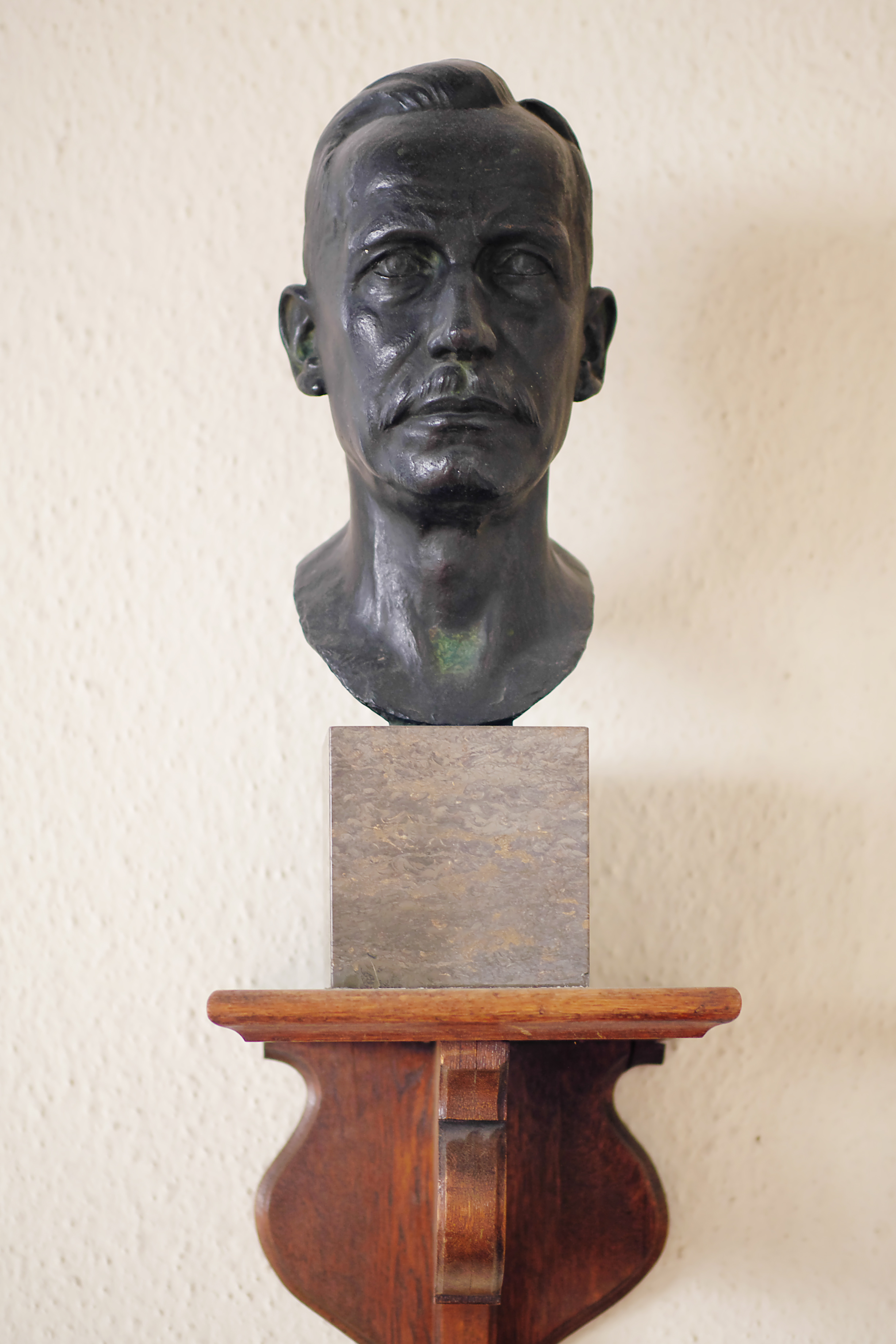
Bronzebüste von Carl Thiel in der Aula des Instituts für Kirchenmusik

In der Staatlichen Akademie für Kirchen- und Schulmusik in Berlin wurde in den 1920er Jahren eine Bronzebüste von ihm aufgestellt, die sich noch heute in der Aula dieses Gebäudes befindet, das als Institut für Kirchenmusik mittlerweile zur Universität der Künste Berlin gehört.
In Regensburg ist im  so genannten Musikerviertel auf dem Galgenberg eine Straße nach ihm benannt.
Des Weiteren wurden ihm die folgenden Ehrungen zuteil:
- 1893: Preisträger des Felix-Mendelssohn-Bartholdy-Preises.[8]
- 1928: Ernennung zum Ehrenmitglied des Vereins der Berliner evangelischen Kirchenmusiker
- 1932: Ernennung zum Ehrenmitglied des Cäcilienvereins des Erzbistums Breslau
- 1934: Ernennung zum Ritter des Gregoriusordens durch Papst Pius XI.

## Werke (Auswahl)

### Musik

#### Chorwerke
Auswahl in alphabetischer Reihenfolge:
- 12 lateinische Kirchengesänge, darunter:
  - Domine non sum dignus
  - Hodie Christis natus est
  - Improperien
  - Haec Dies
  - Lauda Sion
- Abendlied aus opus 8
- Acht Mariengesänge für vierstimmigen gemischten Chor, opus 16
- Adeste fideles für siebenstimmigen Chor, aus: Zwei Weihnachtslieder, opus 7
- Adorabo und Domine Deus, zwei Motetten zum Kirchweihfest, opus 13
- Ave Maria in Venedig für Frauen- und Männerchor, opus 15, 1892
- Bonifatius-Messe, opus 14
- Bußpsalm für gemischten Chor und Orchester (Orgel ad libitum), opus 22
- Christ ist erstanden
- Der Morgenstern ist aufgedrungen
- Deutsche Improperien für Soloquartett und Doppelchor, opus 28
- Domine Deus
- Erlöser-Messe, opus 25
- Erste Pfingstpredigt, opus 26
- Es sungen drei Engel
- Freu' dich, Erd' und Sternenzelt
- Geistliche Szene für Sopransolo, Männerchor und gemischten Chor, opus 6
- Gott ist die Liebe
- Ich steh an deiner Krippen hier für fünfstimmigen Chor
- In dulci jubilo
- Jauchzet dem Herrn alle Welt für siebenstimmigen, gemischten Chor mit Orgel oder Blechbläsern (2 Trompeten und 3 Posaunen), opus 21
- Jesus und der Seesturm, opus 11
- Krippenlied für vierstimmigen, gemischten Chor a cappella, opus 7
- Laudate Dominum, Motette im alten Stil nach Motiven von Giovanni Gabrieli, opus 32
- Loreto-Messe, opus 17, 1897
- Maria: Kantate in sechs Bildern nach Friedrich Wilhelm Weber „Marienblumen“ für Soli, Chor und Orchester, opus 5
  1. Die Mutter des Herrn, Verkündigung mit Magnificat
  2. Unter der Palme, Flucht nach Ägypten
  3. Maria Spinnerin
  4. Nach Golgatha
  5. Voll der Schmerzen
  6. Die Mutter mit dem Sohne, Krönung Mariens
- Missa brevis für vierstimmigen, gemischten Chor a cappella, opus 12, 1894
- Missa choralis mit Orgel und drei Posaunen, opus 18
- Missa simplicissima, opus 20
- Offertorien aus dem Commune Sanctorum für gemischten Chor opus 24
- Ostergesang für vierstimmigen gemischten Chor, opus 30
- Preis sei Gott im höchsten Throne
- Segne und behüte uns in Deiner Güte für fünfstimmigen, gemischten Chor a cappella
- Täuschung aus opus 8
- Vier größere Motetten, opus 9:
  - Jauchzet dem Herrn, sechsstimmig
  - Credo, fünfstimmig
  - Miserere
  - Befestige, o Gott, was du in uns gewirkt hast
- Vom Himmel hoch, ihr Engel kommt
- Wanderers Nachtlied (Johann Wolfgang von Goethe), 1921
- Zum neuen Jahr für vierstimmigen, gemischten Chor

#### Lieder
- Drei Passionsgesänge für Singstimme mit Orgelbegleitung, opus 27, darunter:
  - Es ist vollbracht mit hinzutretendem gemischten Chor
- O du sonnige, wonnige Welt (Friedrich Wilhelm Weber) für zwei Soprane, Opus 1
- Zwei geistliche Gesänge für Singstimme mit Orgelbegleitung, opus 23, darunter_
  - Lamentation mit vierstimmigem Knabenchor

#### Orgelwerke
- Phantasie über den achten Psalmton, opus 29
- Postludium über „Ite missa est IV“